# Matz Hammarström
Matz Hammarström (* 7. November 1959 in Västerås) ist ein schwedischer Politiker der Miljöpartiet de Gröna.

## Leben
Hammarström studierte evangelische Theologie, Philosophie, Schwedisch und Pädagogik in Schweden. Nach seinem Studium war er als Lehrer tätig. Neben seiner beruflichen Tätigkeit begann Hammarström, sich politisch zu betätigen, und wurde Mitglied der grünen Umweltpartei. Von 2000 bis 2002 war er gemeinschaftlich mit Lotta Hedström Parteisprecher. Nachfolger als Parteisprecher wurden 2002 Peter Eriksson und Maria Wetterstrand. Von 1998 bis 2002 war Hammarström Abgeordneter im schwedischen Reichstag.